# Joodvis
De joodvis (Epinephelus nigritus) is een straalvinnige vis uit de familie van zaagbaarzen (Serranidae), orde baarsachtigen (Perciformes), die voorkomt in het noordwesten, het westen en het zuidwesten van de Atlantische Oceaan.

## Anatomie
De joodvis kan een maximale lengte bereiken van 230 cm. De vis heeft één rugvin met tien stekels en 13-15 vinstralen en één aarsvin met drie stekels en negen vinstralen.

## Leefwijze
De joodvis is een zoutwatervis die voorkomt in een tropisch klimaat. De diepte waarop de soort voorkomt is 55 tot 525 m onder het wateroppervlak.
Het dieet van de vis bestaat hoofdzakelijk uit dierlijk voedsel, waarmee het zich voedt door te jagen op de macrofauna en vis.

## Relatie tot de mens
De joodvis is voor de visserij van aanzienlijk commercieel belang. Bovendien wordt er op de vis gejaagd in de hengelsport.
De soort staat op de Rode Lijst van de IUCN. Zij is aangemerkt als sterk met uitsterven bedreigd.